# Scopolia
Scopolia - је род од пет врста цветница из породице помоћница Solanaceae, распрострањен у Европи и Азији. Род је добио име у част природњака Ђованија Скополија (1723-1788) тиролског природњака.
Scopolia carniolica је вишегодишња биљка, са светлозеленим листовима и цветовима бледожуте до тамноцрвене боје. Понекад се гаји као декоративна биљка. Екстракт биљке (садржи алкалоид скополамин) који се користи у изради неколико производа за терапију желуца (Inosea, произведен од стране фармацеутске компаније Сато). Екстракт је антиспазмотик у малим дозама и може да се користи за опуштање глатке мускулатуре и код кинетоза. У већим дозама је отров халуциногених својстава.
Други алкалоиди изоловани из врсте Scopolia carniolica су кускохигрин и хиосциамин.
Алкалоиди пронађени у Scopolia tangutica су хиосциамин, скополамин, анисодамин и анисодин.
Кумарински  фенилпропаноиди умбелиферон и скополетин су изоловани из корена Scopolia japonica.
Сродна врста Atropanthe синенсис се понекад сврстава у Scopolia као Scopolia синенсис.